# 구글 킵
구글 킵(영어: Google Keep)은 구글에서 2013년 개발한 메모 프로그램이다.

## 기능
- 노트는 제목과 내용으로 구성되며, 마크업 언어를 지원하지 않는다
- 사용자는 분류를 위해 노트에 색깔을 입히거나 라벨을 붙일 수 있다.[5]
- 할일(체크리스트) 기능이 있다.
- 사진첨부, 음성녹음, 필기기록 기능이 있다.

## 같이 보기
- 구글 노트북
- 잼보드